# Fama y Aplausos

## Fama y Aplausos
Fue un concurso para formar cantantes se emitió en el 2002. Fue el primer reality show musical transmitido en Venezuela por RCTV; una serie de concursantes demuestran semana tras semana sus capacidades como cantantes en una gala en directo un día a la semana. Durante la semana realizaban especiales con la convivencia, la preparación y los preliminares. Se respetó la privacidad de los participantes. No hubo escenas en los baños ni en los cuartos. En ésta se darán a conocer quienes son los seis preliminados de la semana. De éstos, cuatro serían rescatados por el jurado, el jurado anónimo, el grupo de los siete y los 14 finalistas. Los dos que quedaron fueron sometidos a la votación del público, el cual sería el encargado de elegir a un favorito. El que no sea seleccionado, obviamente, quedaba fuera de la academia. 
Así fueron las eliminatorias durante 14 semanas. En cada concierto, que fueron emitidos los días Sábados en horario estelar en vivo con elevada sintonía, se cambiaron los temas de los participantes que sobrevivan al reto, la escenografía y hasta la coreografía. El teatro La Campiña fue el escenario. En cada show se grabó un CD colectivo. 
Al término del plazo, se escogieron tres finalistas, quienes grabaron individualmente su CD. 
No obstante, el ganador recibió, adicionalmente, un premio en efectivo, un contrato con la disquera Sonográfica, además de la posibilidad de representar a Venezuela en algún festival internacional.
Nerymar Sanó fue la ganadora del programa mientras que Carmen Alicia Lara y Simón Gómez fueron el segundo y el tercer lugar respectivamente.
Debido al Paro general en Venezuela no se pudieron cumplir muchos objetivos.
Despues de 18 años se reecuentran el dia 15 de Noviembre del 2020 por via digital.

## Equipo
Presentador El conductor de las galas del programa fue Nelson Bustamante. Los especiales de convivencias fue por la animadora Annarella Bono.
Jurado de las Galas
Algunos miembros del jurado no fueron fijos, habiendo varios miembros del jurado invitados:
- Joaquín Moreno (Jefe de prensa de Sonográﬁca)
- Mirna Ríos (Cantante)
- Beatriz Pérez Ayala (vicepresidenta de comunicaciones de RCTV)
- Andrés Badra (Gerente de Programación de RCTV)
- Jorge Spiteri (Productor musical)
- Ignacio Izcaray (Cantante y Compositor)
- Trina Medina (Cantante)
- Norkys Batista (Actriz)

Equipo docente de la Academia

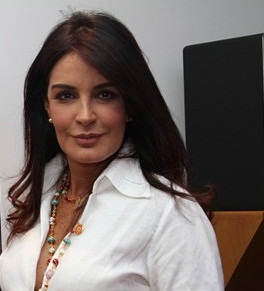
Kiara turora de la academia

- Kiara (Presentadora y tutora de la academia)
- Angélica Escalona (Profesora de Movimientos Escénicos)
- Felipe Nevado (Profesor de Baile)
- Renny Yagosesky (Profesor de Autoestima)
- Robert Zúñiga (Profesor de Entrenamiento Vocal)
- Félix Formental (Profesor de Canto)

Ficha Técnica 
- Producción musical: Diony López

- Dirección de fotografía: Marcos Lalo González

- Jefe de Postproducción: Rodolfo Mechin González

- Editores: Carlos Rivas, Carlos Jaimes, Cesar Bordones, Milton Delgado

- Producción general: Luis Cuello

- Gerente de proyecto: Carlos González

- V. P. De variedades: Rogelio Jaua Marturet

- Dirección general: Miguel Matos

## Participantes
| N.º                | Concursante                 | Residencia             | Información                      |
| 01                 | Nerymar Isabel Sano Bolivar | Puerto Ordaz           | 1ª Ganadora                      |
| 02                 | Carmen Alicia Lara Morales  | Valencia               | 2ª Clasificada                   |
| 03                 | Simon Gomez                 | Barquisimeto           | 3º Clasificado                   |
| 04                 | Diego Hernan Ayssenmeser    | Caracas                | 13.º expulsado                   |
| 05                 | Dexiree Bandes Colina       | Maracay                | 12.ª expulsada                   |
| 06                 | Mark Colina                 | Moron                  | 11.º expulsado                   |
| 07                 | Enio Lopez                  | Maracaibo              | 10.º expulsado                   |
| 08                 | Mariana Risquez             | Caracas                | 9.ª expulsada                    |
| 12                 | Jorge Luis Segura Gamboa    | Puerto La Cruz         | 4.º / 8.º expulsado              |
| 09                 | Natasha Tiniacos            | Maracaibo              | 7.ª expulsada                    |
| 10                 | Yesenica Cuan Ostos         | Valencia               | 6.ª expulsada                    |
| 11                 | Omar Flores                 | Valencia               | 5.º expulsado                    |
| 13                 | Mariana Socorro Núñez       | Caracas                | 3.ª expulsada                    |
| 14                 | Anyer Torres                | Caracas                | 2.º expulsado                    |
| 15                 | Natali Manrique             | Valencia               | 1.ª expulsada                    |
| Grupo de los siete |                             |                        |                                  |
| 01                 | Anelisa Elisa Álvarez       | Puerto Ayacucho        |                                  |
| 02                 | Jairy Vergara               | Maracaibo              |                                  |
| 03                 | Eliezer Boyer               | Valencia               |                                  |
| 04                 | Itzche Maya Manzano         | San Juan de los Morros |                                  |
| 05                 | Jean Carlos Cirillo         | Caracas                |                                  |
| 06                 | Andrea Martínez             | Merida                 |                                  |
| 07                 | Anyer Torres                | Caracas                | Ingresa al Grupo de los 7 Gala 9 |
| 08                 | Enio López                  | Maracaibo              | Ingresa a La Academia Gala 8     |

## Galas

###### Gala 1
Artista Invitado: Carlos Ponce
Actuacion Grupo de los 7: "A puro dolor" de Son By Four
Actuacion Grupal: " Llegar hasta el cielo", de Jorge Enrique Perez
| N.º | Canción                               | Concursante       | Estado                                                  |
| --- | ------------------------------------- | ----------------- | ------------------------------------------------------- |
| 1   | "My Heart Will Go On", de Celine Dion | Nerymar Sano      | No cuestionada                                          |
| 2   | "Adios le pido", de Juanes            | Carmen Alicia     | No cuestionada                                          |
| 2   | "Adios le pido", de Juanes            | Diego Ayssenmeser | No cuestionado                                          |
| 3   | "Azul", de Cristian Castro            | Natali Manrique   | Propuesto por el jurado > Nominada                      |
| 3   | "Azul", de Cristian Castro            | Omar Flores       | Propuesto por el jurado > Salvado por los compañeros    |
| 4   | "Santo, Santo", de Alexandre Pires    | Natasha Tiniacos  | Propuesta por el jurado > Salvada por los profesores    |
| 4   | "Santo, Santo", de Alexandre Pires    | Yesenia Cuan      | No cuestionada                                          |
| 4   | "Santo, Santo", de Alexandre Pires    | Jorge Luis Segura | Propuesto por el jurado > Salvado por el grupo de los 7 |
| 5   | "Traigo una pena", de Franco de Vita  | Mariana Socorro   | Propuesto por el jurado > Salvada por amigo secreto     |
| 5   | "Traigo una pena", de Franco de Vita  | Mariana Risquez   | No cuestionada                                          |
| 5   | "Traigo una pena", de Franco de Vita  | Anyer Torres      | No cuestionado                                          |
| 6   | "Lagrimas", de Roberto Blades         | Mark Colina       | Propuesto por el jurado > Nominado                      |
| 6   | "Lagrimas", de Roberto Blades         | Simon Gomez       | No cuestionado                                          |
| 7   | "Ven conmigo", de Chistina Aguilera   | Dexiree Bandes    | No cuestionada                                          |

###### Gala 2
Artista Invitado: Elvis Crespo
Actuacion Grupo de los 7: "Me huele a soledad", de MDO
| N.º | Canción                       | Concursante     | Estado                                        |
| --- | ----------------------------- | --------------- | --------------------------------------------- |
| 1   | "Como olvidar", de Olga Tañon | Natali Manrique | Expulsada por el público (45%)                |
| 2   | "Torero", de Chayanne         | Mark Colina     | Salvado por el público (55%) > No cuestionado |

| N.º | Canción                                              | Concursante        | Estado                                                  |
| --- | ---------------------------------------------------- | ------------------ | ------------------------------------------------------- |
| 3   | "Everybody", de Backstreet Boys                      | Jorge Luis Segura  | No cuestionado                                          |
| 3   | "Everybody", de Backstreet Boys                      | Simon Gomez        | No cuestionado                                          |
| 3   | "Everybody", de Backstreet Boys                      | Omar Flores        | Propuesto por el jurado > Nominado                      |
| 4   | "Clavado en un bar", de Mana                         | Natasha Tiniacos   | Propuesta por el jurado > Salvada por el grupo de los 7 |
| 4   | "Clavado en un bar", de Mana                         | Mariana Socorro    | Propuesta por el jurado > Salvada por los profesores    |
| 5   | "Plantacion adentro", de Rubén Blades y Willie Colón | Diego Ayssenmeser  | No cuestionado                                          |
| 5   | "Plantacion adentro", de Rubén Blades y Willie Colón | Anyer Torres       | Propuesto por el jurado > Nominado                      |
| 6   | "I Will Always Love You", de Whitney Houston         | Yesenia Cuan       | Propuesta por el jurado > Salvada por amigo secreto     |
| 6   | "I Will Always Love You", de Whitney Houston         | Mariana Risquez    | No cuestionada                                          |
| 7   | "Y yo sigo aqui", de Paulina Rubio                   | Nerymar Sano       | No cuestionada                                          |
| 7   | "Y yo sigo aqui", de Paulina Rubio                   | Dexiree Bandes     | Propuesta por el jurado > Salvado por los compañeros    |
| 7   | "Y yo sigo aqui", de Paulina Rubio                   | Carmen Alicia Lara | No cuestionada                                          |

###### Gala 3
Artista Invitado: Roberto Blades
Actuacion Grupo de los 7: "Y tu te vas", de Chayanne
Actuacion Grupal: "Fiesta en America", de Chayanne
| N.º | Canción                            | Concursante  | Estado                                                            |
| --- | ---------------------------------- | ------------ | ----------------------------------------------------------------- |
| 1   | "Suavemente", de Elvis Crespo      | Anyer Torres | Expulsado por el público (47%)                                    |
| 2   | "Corazon Partio", de Alejando Sanz | Omar Flores  | Salvado por el público (53%) > Propuesto por el jurado > Nominado |

| N.º | Canción                                  | Concursante        | Estado                                                  |
| --- | ---------------------------------------- | ------------------ | ------------------------------------------------------- |
| 3   | "Dejate querer", de Gilberto Santa Rosa  | Jorge Luis Segura  | No cuestionado                                          |
| 3   | "Dejate querer", de Gilberto Santa Rosa  | Dexiree bandes     | Propuesta por el jurado > Salvada por los compañeros    |
| 4   | "Rezo", de Carlos Ponce                  | Diego Ayssenmeser  | No cuestionado                                          |
| 4   | "Rezo", de Carlos Ponce                  | Mariana Socorro    | Propuesta por el jurado > Nominada                      |
| 5   | "Si tu te vas", de Juan Luis Guerra      | Simon Gomez        | Propuesto por el jurado > Salvado por el grupo de los 7 |
| 5   | "Si tu te vas", de Juan Luis Guerra      | Yesenia Cuan       | No cuestionada                                          |
| 6   | "Solo se vive una vez", de Azucar Moreno | Carmen Alicia Lara | No cuestionada                                          |
| 6   | "Solo se vive una vez", de Azucar Moreno | Mariana Risquez    | No cuestionada                                          |
| 7   | "Solo a tu lado quiero vivir", de Jyve V | Natasha Tiniacos   | Propuesta por el jurado > Salvada por los profesores    |
| 7   | "Solo a tu lado quiero vivir", de Jyve V | Mark Colina        | Propuesto por el jurado > Salvada por amigo secreto     |
| 7   | "Solo a tu lado quiero vivir", de Jyve V | Nerymar Sano       | No cuestionada                                          |

###### Gala 4
Artistas Invitados: Charlie Zaa - La Factoria 
Actuacion Grupo de los 7: "Dejame entrar", de Carlos Vives
Actuacion Grupal: "Asereje", de Las Ketchup
| N.º | Canción                        | Concursante     | Estado                                                                                 |
| --- | ------------------------------ | --------------- | -------------------------------------------------------------------------------------- |
| 1   | "Mi tierra", de Gloria Estefan | Mariana Socorro | Expulsada por el público (34%)                                                         |
| 2   | "Tragedia", de Marc Anthony    | Omar Flores     | Salvado por el público (66%) > Propuesto por el jurado > Salvado por el grupo de los 7 |

| N.º | Canción                                      | Concursante        | Estado                                               |
| --- | -------------------------------------------- | ------------------ | ---------------------------------------------------- |
| 3   | "Oops!... I Did It Again", de Britney Spears | Dexiree bandes     | No cuestionada                                       |
| 3   | "Oops!... I Did It Again", de Britney Spears | Mariana Risquez    | Propuesta por el jurado > Salvada por amigo secreto  |
| 4   | "La bikina", de Luis Miguel                  | Diego Ayssenmeser  | Propuesto por el jurado > Salvado por los profesores |
| 4   | "La bikina", de Luis Miguel                  | Mark Colina        | No cuestionado                                       |
| 5   | "Procura", de Chichi Peralta                 | Simon Gomez        | Propuesto por el jurado > Nominado                   |
| 5   | "Procura", de Chichi Peralta                 | Jorge Luis Segura  | Propuesto por el jurado > Nominado                   |
| 6   | "Entre el mar y una estrella", de Thalía     | Carmen Alicia Lara | No cuestionada                                       |
| 6   | "Entre el mar y una estrella", de Thalía     | Natasha Tiniacos   | No cuestionada                                       |
| 7   | "Ciega, sorda y muda", de Shakira            | Yesenia Cuan       | Propuesta por el jurado > Salvada por los compañeros |
| 7   | "Ciega, sorda y muda", de Shakira            | Nerymar Sano       | No cuestionada                                       |

###### Gala 5
Artistas Invitados: Luis Enrique - Yordano
Actuacion Grupo de los 7 y Grupal: "La nueva guaracheria", de Jump
Actuacion Grupo de los 7: "Oye mi canto", de Gloria Estefan
| N.º | Canción                        | Concursante       | Estado                                                                              |
| --- | ------------------------------ | ----------------- | ----------------------------------------------------------------------------------- |
| 1   | "Con ella", de Cristian Castro | Jorge Luis Segura | Expulsado por el público (46%)                                                      |
| 2   | "Vuelve", de Ricky Martin      | Simon Gomez       | Salvado por el público (54%) > Propuesto por el jurado > Salvado por los compañeros |

| N.º | Canción                                           | Concursante        | Estado                                               |
| --- | ------------------------------------------------- | ------------------ | ---------------------------------------------------- |
| 3   | "Madera fina", de Yordano y Trina Medina          | Omar Flores        | Propuesto por el jurado > Nominado                   |
| 3   | "Madera fina", de Yordano y Trina Medina          | Mariana Risquez    | Propuesta por el jurado > Salvada por los profesores |
| 4   | "Si tu supieras", de Alejandro Fernandez          | Diego Ayssenmeser  | No cuestionado                                       |
| 4   | "Si tu supieras", de Alejandro Fernandez          | Carmen Alicia Lara | No cuestionada                                       |
| 5   | "Quien como tu", de Ana Gabriel                   | Dexiree Bandes     | No cuestionada                                       |
| 5   | "Quien como tu", de Ana Gabriel                   | Yesenia Cuan       | Propuesta por el jurado > Salvada por amigo secreto  |
| 6   | "El duelo", de La Ley                             | Natasha Tiniacos   | No cuestionada                                       |
| 7   | "Refugio de amor", de Chayanne y Vanessa Williams | Mark Colina        | Propuesto por el jurado > Nominado                   |
| 7   | "Refugio de amor", de Chayanne y Vanessa Williams | Nerymar Sano       | No cuestionada                                       |

###### Gala 6
Artistas Invitados: Jerry Rivera - Jyve V 
Catherine Correia, Susej Vera, Aileen Celeste y Norkys Batista: "She Bangs"- de Ricky Martin
Actuacion Grupo de los 7: "Te quiero comer la boca", de La Mosca Tsé-Tsé
Actuacion Grupal: " Llegar hasta el cielo", de Jorge Enrique Perez - "Palo bonito" "Juana Polinaria", Junto a Tambor Urbano
Actuacion Ex-integrantes: "Subete a mi moto", de Menudo
| N.º | Canción                                | Concursante | Estado                                        |
| --- | -------------------------------------- | ----------- | --------------------------------------------- |
| 1   | "Mariposa tecknicolor", de Fito Páez   | Omar Flores | Expulsado por el público (43%)                |
| 2   | "Pueden decir", de Gilberto Santa Rosa | Mark Colina | Salvado por el público (57%) > No cuestionado |

| N.º | Canción                             | Concursante        | Estado                                               |
| --- | ----------------------------------- | ------------------ | ---------------------------------------------------- |
| 3   | "Amame", de Marlene                 | Nerymar Sano       | No cuestionada                                       |
| 3   | "Amame", de Marlene                 | Carmen Alicia Lara | No cuestionada                                       |
| 4   | "Sin tu cariño", de Rubén Blades    | Diego Ayssenmeser  | Propuesto por el jurado > Salvado por los compañeros |
| 5   | "Piel morena", de Thalía            | Natasha Tiniacos   | Propuesta por el jurado > Salvada por amigo secreto  |
| 5   | "Piel morena", de Thalía            | Yesenia Cuan       | Propuesta por el jurado > Nominada                   |
| 6   | "Hey baby" de No Doubt              | Dexiree Bandes     | Propuesta por el jurado > Salvada por los profesores |
| 7   | "El ultimo adios", de Paulina Rubio | Mariana Risquez    | No cuestionada                                       |
| 8   | "Medias negras" de Willy Chirino    | Simon Gomez        | Propuesto por el jurado > Nominado                   |

###### Gala 7
Artistas Invitados: Jose Alberto El Canario - Carlos Baute - Caramelos de Cianuro - Magia Caribeña 
Actuacion grupal junto a Kiara y Nelson Bustamante: Descarado 
Actuacion Grupo de los 7: "Pata, pata", de Thalía - "Y tu te vas" de Chayanne
Actuacion Grupal: " Llegar hasta el cielo" (Remix), de Jorge Enrique Perez
Actuacion Ex-integrantes: "Fuego fuego", de Menudo
| N.º | Canción                       | Concursante  | Estado                                                                             |
| --- | ----------------------------- | ------------ | ---------------------------------------------------------------------------------- |
| 1   | "Es mentiroso", de Olga Tañon | Yesenia Cuan | Expulsada por el público (42%)                                                     |
| 2   | "Dimelo" Marc Anthony         | Simon Gomez  | Salvado por el público (58%) > Propuesto por el jurado > Salvado por amigo secreto |

| N.º | Canción                                     | Concursante        | Estado                                               |
| --- | ------------------------------------------- | ------------------ | ---------------------------------------------------- |
| 3   | "Te dejo madrid", de Shakira                | Carmen Alicia Lara | No cuestionada                                       |
| 4   | "Si nos dejan", de Luis Miguel              | Diego Ayssenmeser  | Propuesto por el jurado > Nominado                   |
| 5   | "Pero me acuerdo de ti", Christina Aguilera | Natasha Tiniacos   | Propuesto por el jurada > Nominada                   |
| 6   | "Nunca de Olvidare", de Guaco y Karina      | Dexiree Bandes     | No cuestionada                                       |
| 6   | "Nunca de Olvidare", de Guaco y Karina      | Mark Colina        | Propuesto por el jurado > Salvado por los profesores |
| 7   | "Estoy aqui", de Rosario Flores             | Nerymar Sano       | No cuestionada                                       |
| 7   | "Estoy aqui", de Rosario Flores             | Mariana Risquiez   | No cuestionada                                       |

###### Gala 8
Artistas Invitados: La Ley - Jessica - Maria Conchita Alonso - La Factoria 
Actuacion Grupo de los 7: "25 horas al dia", de Proyecto Uno - "Oye mi canto", de Gloria Estefan
Actuacion Grupal: "Vamos pa´la conga", de Ricardo Montaner
Actuacion Ex-integrantes: "Martha tiene un marcapasos", de Hombres G
| N.º | Canción                            | Concursante       | Estado                                  |
| --- | ---------------------------------- | ----------------- | --------------------------------------- |
| 1   | "No voy en tren", de Charly García | Natasha Tiniacos  | Expulsada por el público                |
| 2   | "Imaginame sin ti", de Luis Fonsi  | Diego Ayssenmeser | Salvado por el público > No cuestionado |

| N.º | Canción                                          | Concursante        | Estado                                               |
| --- | ------------------------------------------------ | ------------------ | ---------------------------------------------------- |
| 3   | "Pa´ti no estoy", de Rosana                      | Mariana Risquez    | No cuestionada                                       |
| 4   | "Tu ojos", de Diveana                            | Carmen Alicia Lara | Propuesta por el jurado > Salvado por amigo secreto  |
| 5   | "Amante bandido", de Miguel Bose                 | Mark Colina        | Propuesto por el jurado > Nominado                   |
| 6   | "Asi es la vida", de Elefante                    | Jorge Luis Segura  | Propuesto por el jurado > Nominado                   |
| 6   | "Asi es la vida", de Elefante                    | Enio Lopez         | No cuestionado                                       |
| 7   | "Amor eterno", de Rocio Durcal                   | Nerymar Sano       | No cuestionada                                       |
| 8   | "Azucar armago", de Fey                          | Dexiree Bandes     | Propuesta por el jurado > Salvada por los profesores |
| 9   | "Azucar del Caney (El frutero)", de Oscar D'León | Simon Gomez        | No cuestionado                                       |
| 10  | "Martha tiene un marcapasos", de Hombres G       | Ex-integrantes     |                                                      |

###### Gala 9
Artistas Invitados: Ilegales - Eddy Santiago - Willie Gonzalez - Roberto Lugo - Malanga - Sobre la cera 
Actuacion Rochelero: "Ojo con los orozco" de León Gieco - "El Burro Mañoso", de Grupo Merenglass 
Actuacion Grupo de los 7: "Que te lo pongo", de Garibaldi
Actuacion Grupal: "Fantasia Brasileña", de Mix Brasileño
| N.º | Canción                         | Concursante       | Estado                                        |
| --- | ------------------------------- | ----------------- | --------------------------------------------- |
| 1   | "Perfidia", de Los Rabanes      | Jorge Luis Segura | Expulsado por el público (42%)                |
| 2   | "Tu pirata soy yo", de Chayanne | Mark Colina       | Salvado por el público (58%) > No cuestionado |

| N.º | Canción                                        | Concursante        | Estado                                               |
| --- | ---------------------------------------------- | ------------------ | ---------------------------------------------------- |
| 3   | "Se me olvido otra vez", de Mana               | Mariana Risquez    | Propuesta por el jurado > Nominado                   |
| 3   | "Se me olvido otra vez", de Mana               | Enio Lopez         | No cuestionado                                       |
| 5   | "Oye", de Gloria Estefan                       | Carmen Alicia Lara | No cuestionada                                       |
| 6   | "Dueño de ti", de José Luis Rodríguez          | Diego Ayssenmeser  | No cuestionado                                       |
| 7   | "Desesperada", de Marta Sanchez                | Nerymar Sano       | Propuesta por el jurado > Salvada por los profesores |
| 8   | "I Will Survive", de Gloria Gaynor             | Dexiree Bandes     | Propuesta por el jurado > Salvada por amigo secreto  |
| 9   | "Ah ah, oh no", de Héctor Lavoe y Willie Colón | Simon Gomez        | Propuesto por el jurado > Nominado                   |

###### Gala 10
Artistas Invitados: Willy Chirinos - Ilegales - Sobre la cera - Fauna Crepuscular
Actuacion Grupo de los 7: "El taqui taqui", de Ilegales
Actuacion Grupal: "Yo me quedo en Venezuela", de Carlos Baute - "Alma Llanera"
| N.º | Canción                      | Concursante     | Estado                                        |
| --- | ---------------------------- | --------------- | --------------------------------------------- |
| 1   | "Pegaito", de Olga Tañon     | Mariana Risquez | Expulsada por el público (25%)                |
| 2   | "Heroe", de Enrique Iglesias | Simon Gomez     | Salvado por el público (75%) > No cuestionado |

| N.º | Canción                                        | Concursante        | Estado                                               |
| --- | ---------------------------------------------- | ------------------ | ---------------------------------------------------- |
| 3   | "Lluvia", de Willy Gonzalez                    | Enio Lopez         | Propuesto por el jurado > Nominado                   |
| 5   | "Tu veneno", de Natalia Oreiro                 | Carmen Alicia Lara | No cuestionada                                       |
| 6   | "El Niagara en bicicleta", de Juan Luis Guerra | Diego Ayssenmeser  | Propuesto por el jurado > Salvado por amigo secreto  |
| 7   | "La cima del cielo", de Ricardo Montaner       | Nerymar Sano       | Propuesta por el jurado > Salvada por los profesores |
| 8   | "Se fue", de Laura Pausini                     | Dexiree Bandes     | No cuestionada                                       |
| 9   | "Sexo", de Franco de Vita                      | Mark Colina        | Propuesto por el jurado > Nominado                   |

###### Gala 11
Artistas Invitados: Desorden Publico - MDO - Los Generales de la Salsa - Ruben Rada - Jair - Los Pericos
Actuacion Grupo de los 7: "La copa de la vida", Ricky Martin
Actuacion Grupal junto a Juan Garcia, Gabriel Urdaneta, Miguel "Mea" Vitali y Gilberto Angelucci: "La Vinotinto va", de Diony Lopez
Actuacion Ex-integrantes: "Que el futbol no pare", de Patricia Manterola
| N.º | Canción                                   | Concursante | Estado                                                            |
| --- | ----------------------------------------- | ----------- | ----------------------------------------------------------------- |
| 1   | "La quiero a morir", de DLG               | Enio Lopez  | Expulsada por el público (45%)                                    |
| 2   | "No te cambio por ninguna", de Luis Fonsi | Mark Colina | Salvado por el público (55%) > Propuesto por el jurado > Nominado |

| N.º | Canción                                    | Concursante        | Estado                                               |
| --- | ------------------------------------------ | ------------------ | ---------------------------------------------------- |
| 3   | "El movimiento de Maria", de Omar Enrique  | Simon Gomez        | No cuestionado                                       |
| 5   | "Pies descalzos", de Shakira               | Carmen Alicia Lara | No cuestionada                                       |
| 6   | "Nunca te vi", de Marc Anthony             | Diego Ayssenmeser  | Propuesta por el jurado > Nominado                   |
| 7   | "No me dejes de querer", de Gloria Estefan | Nerymar Sano       | Propuesta por el jurado > Salvada por los profesores |
| 8   | "Amor prohibido", de Selena Quintanilla    | Dexiree Bandes     | No cuestionada                                       |

###### Gala 12
Artistas Invitados: Proyecto uno - Caramelos de Cianuro - Proyecto M - Tecupae - Sweet Jam 
Actuacion Grupo de los 7: "La gota fria", de Carlos Vives
Actuacion Grupal: "Tequila", de Azucar Moreno
Actuacion Ex-integrantes: "Cerro Avila", de Ilan Chester
| N.º | Canción                     | Concursante       | Estado                                        |
| --- | --------------------------- | ----------------- | --------------------------------------------- |
| 1   | "Toda la vida", de Emmanuel | Mark Colina       | Expulsada por el público (43%)                |
| 2   | "Te quise olvidar", MDO     | Diego Ayssenmeser | Salvado por el público (57%) > No cuestionado |

| N.º | Canción                                       | Concursante        | Estado                                               |
| --- | --------------------------------------------- | ------------------ | ---------------------------------------------------- |
| 3   | "Ojala que llueva cafe", de Juan Luis Guerra  | Simon Gomez        | Propuesto por el jurado > Nominado                   |
| 5   | "The One You Love", de Paulina Rubio          | Carmen Alicia Lara | No cuestionada                                       |
| 6   | "Vivir lo nuestro", de Marc Antony y La India | Nerymar Sano       | Propuesta por el jurado > Salvada por los profesores |
| 7   | "Abriendo puertas", de Gloria Estefan         | Dexiree Bandes     | Propuesta por el jurado > Nominado                   |

###### Gala 13
Artistas Invitados: Gilberto Santa Rosa - Tito Nieves - La Factoria - Moises Angulo - King Changó
Actuacion Grupal:"Bom Bom", de Chayanne
Actuacion Grupal junto a Felipe Nevado :"Thriller", de Michael Jackson
Actuacion Ex-integrantes: "Woman del Callao", de Juan Luis Guerra
| N.º | Canción                                 | Concursante    | Estado                                                            |
| --- | --------------------------------------- | -------------- | ----------------------------------------------------------------- |
| 1   | "Mienteme", de Olga Tañon               | Dexiree bandes | Expulsada por el público (46%)                                    |
| 2   | "La tierra del olvido", de Carlos Vives | Simon Gomez    | Salvado por el público (54%) > Propuesto por el jurado > Nominado |

| N.º | Canción                               | Concursante        | Estado                             |
| --- | ------------------------------------- | ------------------ | ---------------------------------- |
| 3   | "Moscas en la casa", de Shakira       | Nerymar Sano       | No cuestionada                     |
| 5   | "Juana la cubana", Las Chicas del Can | Carmen Alicia Lara | No cuestionada                     |
| 6   | "O tu o ninguna", de Luis Miguel      | Diego Ayssenmeser  | Propuesto por el jurado > Nominado |

###### Gala 14
Artistas Invitados: Sweet Jam - Malanga - Chaliee Zaa - Ismael Miranda
Actuacion Grupo de los 7: "La macarena", de Los del RIo
Actuacion Grupal: "Adios, adios", de Diony López
Actuacion Ex-integrantes: "El meneito", de Natusha
Actuacion Jairy, Carmen, Yesenia,Natasha: "Bomba", de Azul Azul
| N.º | Canción                            | Concursante       | Estado                                   |
| --- | ---------------------------------- | ----------------- | ---------------------------------------- |
| 1   | "Culpable o no", de Luis Miguel    | Diego Ayssenmeser | Expulsada por el público (39%)           |
| 2   | "Te hare Feliz", de Mauricio Silva | Simon Gomez       | Salvado por el público (61%) > Finalista |

| N.º | Canción                      | Concursante        | Estado    |
| --- | ---------------------------- | ------------------ | --------- |
| 3   | "Fallin'", de Alicia Keys    | Nerymar Sano       | Finalista |
| 4   | "Perdoname", de Camilo Sesto | Carmen Alicia Lara | Finalista |

###### Gala 15 (Semi-Final)
Artistas Invitados: Poppy, Manikkomio, Carlos Vives, Franco de Vita, Tito Nieves, Menudo, Sobre la cera 
Actuacion Grupo de los 7: "A pasarla". de Ilan Chester
Actuacion Grupal: "Adios, adios", de Diony López
Actuacion Ex-integrantes: "Juliana que mala eres", de DLG
| N.º | Canción                             | Concursante        | Estado   |
| --- | ----------------------------------- | ------------------ | -------- |
| 1   | "Por ti volare", de Andrea Bochelli | Nerymar Sano       | DUELO    |
| 2   | "Solo el y yo", de Pandora          | Carmen Alicia Lara | DUELO    |
| 3   | "Caminando", de Rubén Blades        | Simon Gomez        | 3º Lugar |

###### Gala 15 (Final)
La final constó de dos partes:
1. Cada finalista cantó 3 canciones. Tras las actuaciones dictan el porcentaje del jurado .
2. Luego de la actuación especial de Nerymar Sano y Carmen Alicia Lara dictan el porcentaje del publico a través de la mensajería instantánea y llamadas telefónicas resultando ganadora Nerymar Sano con el 103 %

Artistas Invitados: Guaco, King Shango, Ángel López, Willy Chirinos, Franco de Vita,
Actuacion Grupo de los 7 y Grupal: "La nueva guaracheria", de Jump 
Actuacion Carmen Alicia y Nerymar: "Amame", de Marlene
Actuacion especial: "Medias negras" Willy Chirinos y Simon Gomez;
Actuacion especial Simon Gomez, Carmen Alicia y Nerymar Sano: "La saporrita" de Luis Felipe González
| Ronda            | Canción               | Concursante        | Voto del jurado |
| ---------------- | --------------------- | ------------------ | --------------- |
| 1era             | "My heart will go on" | Nerymar Sano       | 44 %            |
| 1era             | "Oye"                 | Carmen Alicia Lara | 43 %            |
| 2da              | "The One You Love"    | Carmen Alicia Lara | 47 %            |
| 2da              | "Moscas en la casa"   | Nerymar Sano       | 44 %            |
| 3era             | "Fallin´"             | Nerymar Sano       | 47 %            |
| 3era             | "Tu veneno"           | Carmen Alicia Lara | 44 %            |
| Voto del publico | Voto del publico      | Nerymar Sano       | 52 %            |
| Voto del publico | Voto del publico      | Carmen Alicia Lara | 48 %            |
| Final            | Final                 | Nerymar Sano       | 103%            |
| Final            | Final                 | Carmen Alicia Lara | 97 %            |

## Después de Fama y Aplausos
- Después de finalizar el concurso la ganadora Nerymar Sano, canto a duo con Olga Tañón la canción "Así es la vida", como parte de su tour Sobrevivir en las instalaciones del Poliedro de Caracas.

- En los Premios el 2 de Oro 2003 (RCTV) los chicos de Fama y Aplausos rindieron tributo a la guarachera del mundo Celia Cruz, con un festivo recorrido por sus mejores temas.

- Diego Ayssenmeser 2004 lanza su primera producción discográfica en solitario titulado "De cuerpo y piel" siendo su primer sencillo promocional (Sólo Tu Amor) tema principal de la telenovela La Invasora (RCTV) el cual se colocó entre los primeros lugares de la cartelera musical venezolana. En paralelo culminó su taller de actuación en la academia de arte, cine y televisión de RCTV. Actualmente se encuentra retirado del mundo musical.
- "Noche de Fama y Aplausos" 2005 fue un programa especial para presentar los trabajos de los ganadores, titulados Nerymar Sano "Quiero ser yo", Carmen Alicia (2004) "En este viaje" y Simón "Historias sin sentido"

- Nerymar Sano 2005 lanza su produccion discrografica llamada "Quiero ser yo". En el 2011 lanza su fundacion llamada "Planeta Te Amo" y busca crear conciencia conservacionista. En el 2013 ofrece un multitudinario concierto junto a 200 artistas, donde rinde un sentido homenaje a Larrys Salinas en Puerto Ordaz. Actualmente reside en México
- Carmen Alicia Lara Lanza su primer disco en solitario en el 2005. En Este Viaje fué el título del sencillo escogido como uno de los temas de la telenovela Ser bonita no basta (RCTV) donde tambien dubuto como actriz, apoyada por sus estudios en la Academia de Cine y Televisión de RCTV se ha destacado en el género de las telenovelas y teatro, En el 2016 se sometió a una mastectomía parcial. Actualmente esta casada y vive con el tambien actor Cesar Roman en los Estados Unidos.
- Simon Gomez 2005 lanza su produccion musical "Historias sin sentidos" Visitando países en giras promocionales y de conciertos como: Panamá, Pto. Rico, Colombia, Rep. Dominicana, Bolivia, New York, Miami, España, Holanda, Ecuador, Chile. De este album se desprende el tema principal "Mujer encantadora" de la telenovela Mujer con Pantalones (RCTV) donde tambien debuta como actor, se destaco en papeles muy importantes "El desprecio" (RCTV) y "Camaleona" (RCTV), En el 2016 lanza un single con el regutonero Mr. Brian titulado Pensando En Ti se convierte en un éxito que sin haberse transmitido en radios comerciales, sonaba insistentemente en las discotecas, fue considerado "Sex Symbol". Actualmente reside en China.
- Yesenia Cuan (Marhuanta) debuta en el 2004 en la telenovela "Estrambótica Anastasia" (RCTV) en el 2005 tiene un papel importante en "Amor a palos" (RCTV), en el 2020 logra sacar su producción discográfica "Siente mi color", actualmente esta radicada en México.
- En el 2009 nace el grupo NC-NA formado por Jairy Vergara, Carmen Alicia Lara, Diego Ayssenmeser y Cesar Román donde se desprende el sencillo La luz de mis ojos tema referencial para uno de los personajes de la telenovela Por todo lo alto (RCTV)
- Jorge Luis Segura uso es trampolin del concurso para formarse como actor “Te tengo en salsa” (RCTV), en “Radio Rochela" obtiene un rol principal en la telenovela Caramelo e' Chocolate (TVES), realizo cine nacional, series, fue imagen para diversos comerciales de televisión de marcas como Mani Jack, De Todito, condones Sanamed Duo y Master Card entre otras; sin abandonar su norte que es proyectarse como cantautor. Forma un duo con Jimmy k. Lee nace un álbum pop rock latino. Se destaco como cantautor e interprete "Baila bachata conmigo" entre otros. Para 2019 graba su primer cortometraje inspirado sobre un tema de su autoría en colaboración con el productor y rapero Deivi Williams: “Tú tienes BUM, BUM, BUM”. Actualmente reside en Venezuela.
- Andrea Martínez (Aneeka) logro conectarse con el reconocido productor y compositor musical Ettore Grenci y la compositora mexicana Mónica Vélez, quienes junto con Aneeka y un gran equipo de trabajo dieron forma al primer disco (2013) "Antes… Ni Después", que contiene 10 temas del cual se desprende su sencillo promocional "Ojo Por Ojo". “Sin Combustible” tuvo éxito en México como el decimocuarto sencillo con mejor desempeño de 2013, alcanzando el número dos en las listas de reproducción al aire. En los Estados Unidos, la canción alcanzó el puesto 24 en la lista Billboard Tropical Songs. Es nominada como "Mejor Artista Nuevo" en los Premios Grammy Latinos 2014 Actualmente reside en Mexico.
- Enio Lopez integró durante 2004 y 2009 como vocalista la agrupación musical "Tecupae", luego se estrenó como compositor con los temas: “Amor en Pijama” “La Carte”  y “Te doy mi amor” interpretado por "Bacanos"  con éxitos en Venezuela y Perú. Ha logrado en total cinco reconocimientos: Orquídea de platino en 2005, Interprete del año en 2005, Orquídea de doble diamante 2006, Orquídea de Doble Diamante 2007, Interprete del año 2007, En 2009, el cantautor marabino se abre paso con José Ignacio, ex integrante de Bacanos, con el tema “Darte Tu Amor” número 1 en Venezuela y Perú. Posteriormente Enio se destacó como compositor y productor de: “Rosar Tu Piel” “Fondo Blanco” temas que también ocuparon los primeros lugares en Venezuela y Perú. En el 2015 negó ser venezolano en una entrevista en la TV dominicana, esto llevo a que le hicieran blanco de innumerables insultos y descalificaciones, catalogándolo como una vergüenza nacional finalmente decidió romper el silencio y defenderse diciendo«Mi intención nunca fue negar mis raíces». Forma el duo Enio y José Ignacio, Actualmente reside en Venezuela
- Dexiree Bandes Participó en la telenovela “Negra consentida” (RCTV) en el 2006 hace debut en la teleserie juvenil "Túkiti, crecí de una" (RCTV) debuta en un rol principal y es cantautora del tema "Ángel"  para dicha teleserie. En el 2007 conduce un programa infantil, llamado “El Ángel de los Niños”. (Venevision)  cautivado la atención de los más pequeños de la casa. Con apenas unas cuantas transmisiones supero en raiting no sólo a la oferta de otras televisoras locales, en el 2008 se estrenó en Televisa se realizo un disco titulado "Dexiree El Ángel de los niños". Animadora del espacio infantil de Venevisión, Súper Sábado Sensacional. En el 2009 se estrena "Funny City" (Cadena Tres) donde cumple el rol de animadora principal y productora ejecutiva. Dexireé está dedicada al cuidado de su hija Valeria, quien requiere de una atención especial. Actualmente reside en México.
- Mariana Risquez "La nueva reina del latin-soul”, como la bautizó la prensa hispana en EEUU, en el 2008 gana el concurso de composición a la mejor canción venezolana para los Juegos Olímpicos de Beijing, ha trabajado como vocalista en grabaciones y giras de conciertos de artistas de la talla de: Chino y Nacho, Diveana, Kiara, Juan Carlos Luces, Willie Chirinos, Joseph Fonseca, Goyo Reina, María Cruz, Hany Kauam y Mulato, entre muchos otros. 2012 junto a En 2013, Rísquez se residencia en Michigan, con una merecida pausa, para retomar los escenarios en marzo de 2017. Desde entonces, se ha destacado por compartir escenario con el gran exponente del world music Sean Blackman, entre muchas otras presentaciones en Estados Unidos, con las fusiones y ritmos afrolatinos como su carta de presentación. Grabo durante un Showcase su primer CD-DVD a sala llena en el auditorio NextWave Media Lab en el estado de Michigan. Graba un single con el Hany Kauam titulado "Me enamore". 2017 estrena sus singles "Dame vida" y "No hay marcha atrás" En el 2018 es la primera venezolana reconocida por los Detroit Music Awards con ocho nominaciones, y es finalista favorita como “Mejor vocalista world music”.  Actualmente reside en Estados Unidos
- Natasha Tiniacos es una poeta venezolana que ha publicado los libros Historia privada de un etcetera, finalista para el Grand Prix Littéraire de la Association of Caribbean Writers y Mujer a Fuego lento, que mereció el 1er. Premio Nacional Universitario de Literatura en Venezuela, esta retirada del escenario musical. Actualmente reside en los Estados Unidos
- Mark Colina logró un Contrato y Beca por dos años en  la Academia de Cine y Televisión de RCTV, participo en producciones dramáticas tales como: “Amantes” (RCTV), “Por todo lo Alto” (RCTV) como actor y compositor de varios de sus temas. Fue uno de los protagonistas, el famoso “Marcel el Destripador” de la exitosa serie juvenil: “Qué clase de Amor” (Venevision), la cual rompió récords de sintonía no solo en Venezuela sino en países como Ecuador, República Dominicana y Puerto Rico. 2012 forma un duo musical con su hermano llamado "Kike&Mark" a Ritmo del Merengue Electrónico más pegajoso y divertido sale el single "SoSiTaRico", En el 2020 particpa en el reality show "Rescate Táctico el Desafio" (Canal 6). Esta casado y tiene 1 hijo. Actualmente reside en Guatemala.
- Eliezer Boyer ha escrito y producido para varios artistas nacionales e internacionales, fue nominado en la categoría compositor del año en los Grammy Latinos con la canción “Sol detente”, un tema que fue interpretado por el cantante colombiano, Alex Campos. El 2022 lanza el tema "Perdiendo altura", una nueva versión del éxito de la legendaria agrupación Aditus, que popularizó hace 30 años. Actualmente reside en Venezuela.
- Jean Carlo Cirillo continuó preparando su formación musical dentro y fuera del país con reconocidas figuras como: el maestro Carlos Almenar Otero y Alan González entre otros; y fue invitado en varias oportunidades a cantar en  obras benéficas, desfiles de moda, y eventos destacados del país. 2011 Presento su primera producción musical “Abriendo el Alma” la cual, cuenta con doce temas de su autoría cargados de letras sencillas y cotidianas. Se dedica a proteger a mascotas, Actualmente reside en Venezuela.
- Jayry Vergara en el 2005 participa en el programa Camino a la fama (Televen) obteniendo excelentes resultados. Se formo como actriz. Actualmente reside en los Ángeles Estados Unidos.

- Anyer Torres Ingreso en el 2004 al staff del programa de RCTV "Radio Rochela", conformo un duo musical llamado "Anyer y Fray". Actualmente reside en Perú
- Omar Flores Es productor de espectáculos tiene 1 hijo. Actualmente reside en México.
- Mariana Socorro Esta alejada del ambito musical, es diseñadora gráfica, esta casada desde el 2015 y tiene 1 hija. Actualmente reside en España.
- Natali Manrique actualmente es Locutora y directora creativa. Reside en Colombia
- Itze Maya. Se dedica al trabajo en radio, producción de programas. Actualmente reside en Venezuela.
- Analisa Álvarez Esta alejada del ambito musical. Esta casada y tiene 2 hijos. Actualmente reside en Estados Unidos.